# Мантиева акула
Мантиевата акула (Chlamydoselachus anguineus) е един от двата съществуващи вида от семейство Chlamydoselachidae. Показвайки някои примитивни черти, мантиевата акула често е определяна като живо изкопаемо. Достига дължина от 2 m, има тъмнокафяво, змиевидно тялото. Гръбната, гръдните и аналните перки са изнесени далеч назад.
Мантиевата акула понякога е улавяна като съпътстващ улов при промишлен риболов, но няма икономическа стойност. Международният съюз за опазване на природата (IUCN) го оценява като почти застрашен вид, тъй като има много ниска репродуктивна скорост, а така дори и случайният улов може сериозно да засегне нейната популация.

## Разпространение и местообитание
Има широк, но разпокъсан ареал, обхващащ Атлантическия и Тихия океан. Този необичаен вид обитава външния континентален шелф и горната част на континенталния склон, обикновено в близост до дъното, въпреки че има доказателства за значителни възходящи движения. Улавяна е на дълбочина от 1570 m, в залива Суруга, Япония, но най-често се среща на дълбочина от 50 – 200 m.
В редки случаи е бил наблюдавана на повърхността. Мантиевата акула обикновено се намира близо до дъното. Въпреки това, диетата ѝ подсказва, че прави набези нагоре в открити води. Този вид може да прави вертикални миграции, приближавайки се към повърхността през нощта, за да се храни. Установена е пространствена сегрегация по размер и репродуктивно състояние.
Мантиевата акула е засечена на определен брой широко пръснати места в Атлантическия и Тихия океан. В източната част на Атлантическия океан: северната част на Норвегия, Северна Шотландия и Западна Ирландия, от Франция до Мароко, включително и Мадейра, в близост до Мавритания.  В централната част на Атлантическия океан са улавяни на няколко места по протежение на Атлантическия срединен хребет от Азорските острови на север до Рио Гранде в южната част на Бразилия, както и над Вавиловия хребет до Западна Африка. Обитава и западната част на Атлантическия океан: Нова Англия, Джорджия и Суринам. В западната част на Тихия океан е засичана в югоизточната част на Хоншу, Япония, Тайван, на разстояние от Нов Южен Уелс и Тасмания в Австралия и около Нова Зеландия. В централната и източната част на Тихия океан е било установено обитание край Хавай, Калифорния и северната част на Чили.  Мантиевите акули край южната част на Африка са описани като различен вид, C. Africana, през 2009 г.

## Морфология
Със своето издължено, змиевидно и странно тяло, мантиевата акула дълго е оприличавана на митично морско чудовище. Главата ѝ е широка и плоска, с къса, заоблена муцуна. Ноздрите са вертикални прорези, разделени на входящи и изходящи отвори с кожна клапа. Умерено големите очи са хоризонтални, с овална форма и нямат мигателна ципа. Много дългите челюсти са разположени терминално (в края на муцуната), за разлика от коремно разположените челюсти на повечето акули. Ъглите на устата са лишени от бразди или гънки. Зъбните редици са по-скоро на широко отстояние, наброяват 19 – 28 в горната челюст и 21 – 29 в долната челюст. Зъбите са около 300 на брой. Всеки зъб е малък, с три тънки като игла върха.  Има шест чифта дълги хрилни отвори с „накъдрен“ външен вид, създаден от разширените на краищата на хрилните филаменти. Първата двойка хрилни отвори се срещат през гърлото, образувайки „яка“.
Гръдните перки са къси и заоблени. Единична малка гръбна перка е разположена далеч назад върху тялото, срещу аналната перка и има заоблен ръб. Kоремните и аналните перки са големи, широки и закръглени. Опашната перка е много дълга и приблизително триъгълна, без долен лоб и без вентрален жлеб на горния лоб. Има чифт дебели кожни гънки с неизвестна функция по корема, разделени от бразда. Средната част на тялото е сравнително по-дълга при женските, отколкото при мъжките, с коремни перки по-близо до аналната перка. Кожните зъбци са малки и оформени като върха на длето, като стават по-големи и остри към гръбния ръб на опашната перка. Този вид е едноцветен – тъмно кафяво или сиво. Мантиевата акула се различава от южноафриканския си роднина, C. Africana, по повечето прешлени (160 – 171 срещу 147) и повече извивки на червата на спиралния клапан (35 – 49 срещу 26 – 28), както и с различни пропорции, като например по-дълга главата и по-къси хрилни отвори. Максималната известна дължина е 1,7 m за мъжките и 2 m за женските.

## Хранене
Предполага се, че улавя плячката си чрез огъване на тялото и „отскок“ напред подобно на змия. Дългите, изключително гъвкави челюсти ѝ дават възможност да поглъща цяла голяма плячка, докато многото редици от малки, игловидни зъби предотвратява бягство ѝ. Храни се предимно с главоноги, но също така улавя костни риби и други акули.

## Размножаване
Този вид е живороден, но не се развива плацента. Ембрионите се излюпват вътре в матката на майката и се изхранват основно от жълтъчното си сакче. Периодът на бременността може да продължи до три и половина години – най-дългата измежду гръбначните. Малките се раждат едновременно и броят им варира между 2 до 15. Характерна е липсата на обособен размножителен период.

## Таксономия и филогения
Мантиевата акула е описана научно за първи път от германския ихтиолог Лудвиг Дьодерлайн, който посещава Япония между 1879 и 1881 г. и взема две проби във Виена. Ръкописът, описващ вида, обаче е загубен, така че първото описание на акулата е дело на американския зоолог Самюел Герман, изследвал 1,5 m дълга самка, уловена в залива Сагами в Япония. Неговата дописка, озаглавена „Необикновена акула“, е публикувана в издание на протоколите на „Института Есекс“ 1884. Герман поставя новия вид в собствен род и семейство и го нарича Chlamydoselachus anguineus от гръцки хлами („жабо“) и селахус („акула“), а на латински anguineus „змиеподобен“.
Няколко ранни автори смятат мантиевата акула за жив представител на иначе отдавна изчезнала група от пластинчатохрилите (акули, скатове, и техните предци) въз основа на характерните зъби, свързването на горната челюст директно на черепа зад очите и гръбначен стълб, напомнящ нотохорда с неясни прешлени. Герман предполага, че мантиевата акула е част от Cladodonta, остаряла таксономичната група, включваща форми процъфтяващи по време на палеозойския период, като Cladoselache от периода девон (416 – 359 Ма). Неговите съвременници Теодор Джил и Едуард Коуп предполагат, че по-скоро е свързана с Hybodontiformes, които са доминиращите акули по време на мезозойския период. Коуп стига по-далеч и причислява мантиевата акула към изкопаемия род Didymodus.
По-новите изследвания установяват, че сходствата между мантиевата акула и изчезналите групи може да са надценени или погрешно интерпретирани. Тази акула показва редица черти в опорно-двигателния апарат, които безспорно я причисляват към групата на съвременните акули, и по-точно към семейството на гребнезъбите акули (Hexanchidae) в разреда многохрилообразни акули (Hexanchiformes) (макар че систематикът Шигеру Ширай предлага да се поставя в собствен разред, Chlamydoselachiformes), Въпреки това, мантиевата акула принадлежи към една от най-старите все още съществуващи еволюционни линии на акулите, датираща поне от късна креда (около 95 Ма) и евентуално от късната юра (около 150 Ма). Заради древното си потекло и примитивните характеристики, мантиевата акула се определя като „живо изкопаемо“.